# Municipio de Madison (condado de Muskingum)
El municipio de Madison (en inglés: Madison Township) es un municipio ubicado en el condado de Muskingum en el estado estadounidense de Ohio. En el año 2010 tenía una población de 445 habitantes y una densidad poblacional de 5,97 personas por km².

## Geografía
El municipio de Madison se encuentra ubicado en las coordenadas 40°5′48″N 81°57′3″O / 40.09667, -81.95083. Según la Oficina del Censo de los Estados Unidos, el municipio tiene una superficie total de 74.49 km², de la cual 72,74 km² corresponden a tierra firme y (2,35 %) 1,75 km² es agua.

## Demografía
Según el censo de 2010, había 445 personas residiendo en el municipio de Madison. La densidad de población era de 5,97 hab./km². De los 445 habitantes, el municipio de Madison estaba compuesto por el 97,08 % blancos, el 0,67 % eran afroamericanos, el 0,22 % eran asiáticos, el 0,22 % eran de otras razas y el 1,8 % eran de una mezcla de razas. Del total de la población el 0 % eran hispanos o latinos de cualquier raza.